# Метробудівників (станція метро, Харків)
«Метробудівників» (у 2000—2016 — «Метробудівників імені Г. І. Ващенка») — 22-га станція Харківського метрополітену. Кінцева станція Олексіївської лінії, розташована після станції «Захисників України». Відкрита 6 травня 1995 під назвою «Метробудівників». У липні 2000 станція була перейменована в «Метробудівників імені Г. І. Ващенка». 17 травня 2016 року рішенням Харківської обласної державної адміністрації станції було повернено початкове найменування.
Станція, коли була перспективною, на схемах мала обозначення під условною назвою «Плеханівська» за найменуванням вулиці, на якій розташовувались виходи зі станції (нині вулиця Георгія Тарасенка).

## Технічна характеристика
Колонна трипрогінна мілкого закладення з острівною прямою платформою. Споруджена зі збірних залізобетонних конструкцій на монолітному підмурівку.
Шість ескалаторних стрічок (по три з кожного боку) ведуть з центрального залу станції у величезні балкони, розташовані прямо над платформою. Ескалатори сходяться до центру вестибюля, де починається підземний перехід на станцію «Спортивна» Холодногірсько-Заводської лінії, а з боків від ескалаторів розташовані АКП двох виходів самої станції. Службові приміщення знаходяться на балконах над колійними ділянками центрального залу.

## Колійний розвиток
Один з чотирьох тупиків станції з'єднаний одноколійною ССГ до станції «Проспект Гагаріна» Холодногірсько-Заводської лінії .

## Оздоблення
Стіни основних пасажирських приміщень оздоблено білим і сірим мармуром, підлога — полірованими плитами граніту. На колійних стінах застосовані металоемалеві плитки зеленого кольору в комбінації з пластмасовими елементами. Підлога пішохідних елементів — мозаїчні, стіни покриті керамічною плиткою.

## Пересадка та вихід у місто
Пересадка на станцію Спортивну Холодногірсько-заводської лінії. Пересадний вузол має складну систему підземних переходів, в переході у напрямку від станції «Спортивна» до станції «Метробудівників» знаходиться тристрічковий ескалатор.
Розташована на розі вулиць Георгія Тарасенка та Дмитра Коцюбайла.

## Галерея

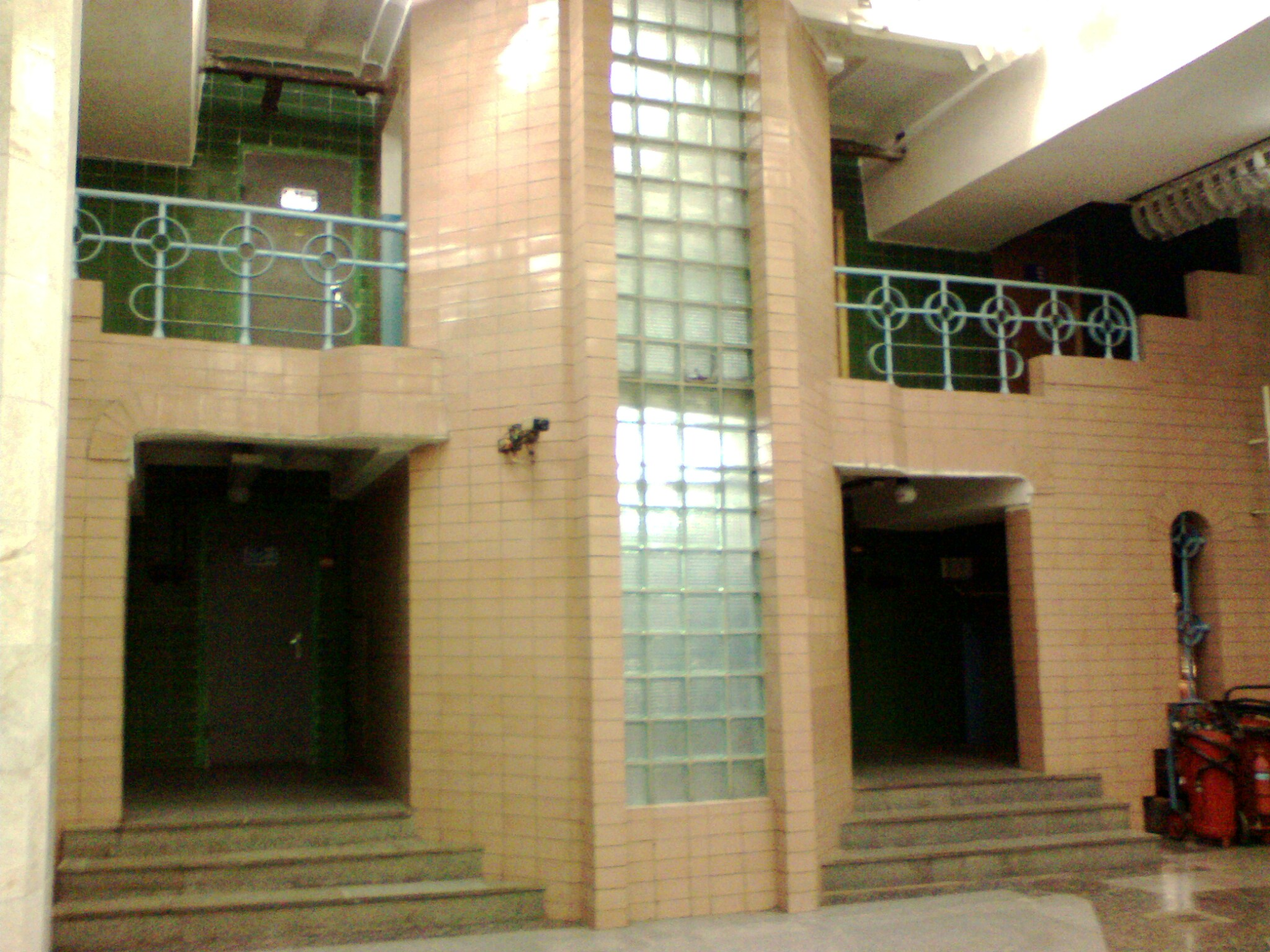
Службові відділення на станції
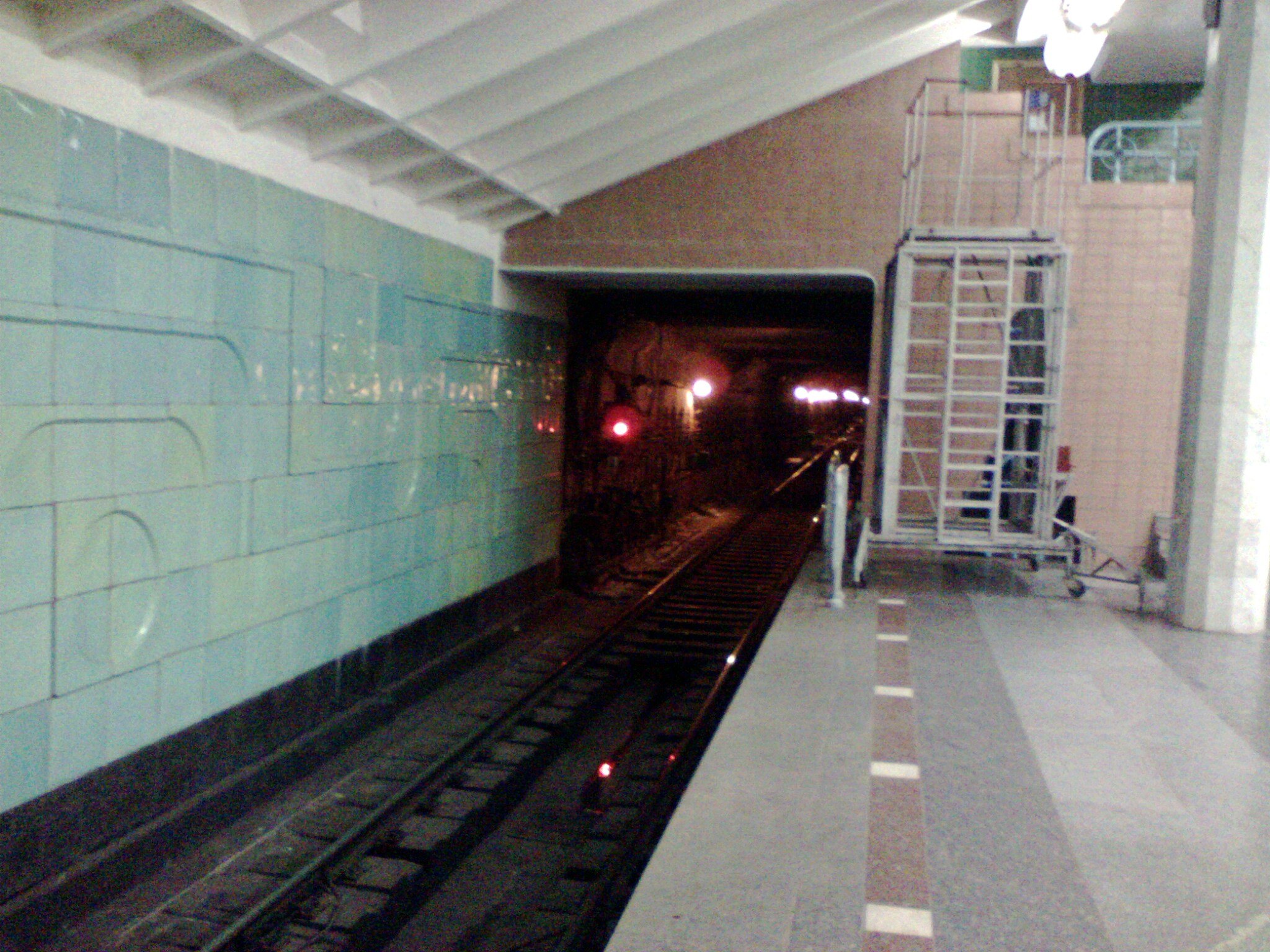
Тунель станції

### Унікальність конструкції
Станція «Метробудівників» вирізняється трирівневою вертикальною компоновкою, яка не має аналогів у світовому метробудуванні:
- 1-й рівень — пасажирська платформа з коліями.
- 2-й рівень — службові приміщення, розташовані на балконах над колійними ділянками.
- 3-й рівень — центральний вестибюль, до якого ведуть шість ескалаторних стрічок, розташованих посередині платформи, а не з торців, як у більшості станцій.

Ця архітектурна схема дозволяє розділити функціональні зони по вертикалі, забезпечуючи ефективну організацію пасажирських потоків, пересадок і службової інфраструктури. Такий підхід є технічно складним, але водночас — архітектурно новаторським, що робить станцію «Метробудівників» унікальним об’єктом не лише в Україні, а й у світі.